# 平塚市立横内小学校
平塚市立横内小学校（ひらつかしりつ よこうちしょうがっこう）は、神奈川県平塚市横内にある公立小学校。

## 沿革
- 1969年（昭和44年） - 管理教室棟（本館東）を落成[3]。
- 1970年（昭和45年）4月1日 - 開校[1][3]。
- 1972年（昭和47年） - 特別教室棟・体育館を落成[3]。
- 1973年（昭和48年） - 管理教室棟（本館中）を落成[3]。
- 1974年（昭和49年） - 管理教室棟（本館西）を落成[3]。
- 1999年（平成11年）11月 - 児童用パソコンを設置[4]。
- 2000年（平成12年）6月 - インターネット環境を整備[4]。
- 2009年（平成21年）5月 - 地上デジタル放送対応テレビLAN回線を導入[4]。
- 2012年（平成24年） - 体育館耐震補強工事[1]。
- 2015年（平成27年） - 校舎屋上防水改修工事[1]。
- 2018年（平成30年） - プール塗装修繕[1]。
- 2021年（令和3年）3月 - GIGAスクール構想により、児童1人1台のタブレット端末と高速・大容量の通信ネットワークを整備[4]。
- 2023年（令和5年） - この年から翌年にかけて、管理教室棟の本館中と本館西を改修[3]。

## 通学区域と進学先中学校
出典

### 通学区域
- 横内

### 進学先中学校
- 平塚市立横内中学校（平塚市横内）

## アクセス
- 神奈川中央交通
  - 「横内下」停留所より、
    - 平塚駅北口・市民病院行のりばから、徒歩約200m・約3分。
    - 伊勢原駅南口・愛甲石田駅・田村車庫行のりばから、徒歩約335m・約5分。
      - バス停から学校敷地までは最短で約100mほどだが、バス停付近に横断歩道が無く、ウォッシュランド横内2号店付近にある市道の横断歩道に廻る必要があるため、大きく遠回りとなる。

  - 「横内公民館入口」停留所より、
    - 平塚駅北口・市民病院行のりばから、徒歩約250m・約4分。
    - 伊勢原駅南口・愛甲石田駅・田村車庫行のりばから、徒歩約300m・約5分。

## 周辺
- 平塚市立若草保育園 - 進学前保育園
- 平塚市横内公民館
- 平塚市横内子供の家
- 横内中央病院
- 西福寺
- 静岡中央銀行平塚支店
- 平塚市立横内中学校
- 神奈川県立平塚湘風高等学校